# Artemius
Artemius av Antiochia (grekiska: Άγιος Αρτέμιος), död 363, känd som Challita i den maronitiska traditionen, var dux Aegypti (imperialprefekt i Antikens Egypten) under 300-talet. Tidigare hade han tjänstgjort som officer i Konstantin I:s armé. Artemius var anhängare av arianismen och är väl ihågkommen för sin roll i förföljelsen av de Nicaenska kristna och hedningarna och för hans sökande efter Athanasius, biskopen i Alexandria.
Artemius halshöggs år 363 i staden Antiochia dit han hade blivit kallad av kejsar Julianus Apostata för missförhållanden i sin provins. De åtal som berodde på hans förföljelser av hedningarna i Alexandria och hans användning av trupper i beslaget och utplundringen av templet i Serapis uppviglades till av Georgios av Laodicea. Han vördas som helgon inom de östligt ortodoxa kyrkorna för sitt martyrskap. Hans minnesdag firas den 20 oktober.